# Oh, Uncle!
Oh, Uncle! é um filme mudo norte-americano de 1909 em curta-metragem, do gênero comédia, dirigido por D. W. Griffith. O filme foi produzido e distribuído por Biograph Company.
É o terceiro filme da série Harry and Bessie, estrelado por Mary Pickford e Billy Quirk. Entre os atores, também aparece Mack Sennett.
Cópias do filme encontram-se conservadas no Museu de Arte Moderna e Biblioteca do Congresso dos Estados Unidos.

## SérieHarry and Bessie
- They Would Elope (1909), dirigido por D. W. Griffith
- His Wife's Visitor (1909), dirigido por D. W. Griffith
- Oh, Uncle! (1909), dirigido por D. W. Griffith